# Automolis pallens
Automolis pallens là một loài bướm đêm thuộc phân họ Arctiinae, họ Erebidae.